# 假栗花灯心草
假栗花灯心草（学名：Juncus pseudocastaneus）是灯心草科灯心草属的植物。分布在尼泊尔、锡金以及中国大陆的西藏等地，生长于海拔4,100米至4,600米的地区，多生长于山地阴湿处，目前尚未由人工引种栽培。